# کابینه لسوتو
کابینه وزیران (به زبان سوتو: Kabinete ea Matona) عالی‌ترین سطح قوه مجریه در دولت پادشاهی لسوتو است. این کابینه شامل نخست‌وزیر، معاون نخست‌وزیر و وزیرانی است که توسط پادشاه از میان اعضای مجلس سنا و مجلس ملی منصوب می‌شوند.

## ترکیب کابینه
در تاریخ ۴ نوامبر ۲۰۲۲، کابینه نخست‌وزیر سام ماتکانه سوگند یاد کرد. تعداد وزارتخانه‌ها از ۲۶ به ۱۵ کاهش یافت. در نوامبر ۲۰۲۳ کابینه برای پذیرش حزب عمل باسوتو که به دولت ائتلافی پیوست، گسترش یافت. جدول زیر ترکیب فعلی کابینه ملی را تا نوامبر ۲۰۲۳ نشان می‌دهد:
| حوزه مسئولیت                                     | حزب                    | وزیر                                        | دوره تصدی            |
| ------------------------------------------------ | ---------------------- | ------------------------------------------- | -------------------- |
| نخست‌وزیر                                         | انقلاب برای رفاه       | محترم سام ماتکانه (نماینده مجلس)            | اکتبر ۲۰۲۲ – تاکنون  |
| وزیر دفاع و امنیت ملی                            | انقلاب برای رفاه       | محترم سام ماتکانه (نماینده مجلس)            | نوامبر ۲۰۲۳ – تاکنون |
| معاون نخست‌وزیر                                   | انقلاب برای رفاه       | محترمه نثومنگ ماجارا (نماینده مجلس)         | نوامبر ۲۰۲۲ – تاکنون |
| وزیر امور پارلمانی                               | انقلاب برای رفاه       | محترمه نثومنگ ماجارا (نماینده مجلس)         | نوامبر ۲۰۲۳ – تاکنون |
| وزیر بهداشت                                      | جنبش برای تحول اقتصادی | محترم سلیبه موچوبوروانه (نماینده مجلس)      | نوامبر ۲۰۲۲ – تاکنون |
| وزیر آموزش و پرورش و آموزش فنی                   | اتحاد دموکرات‌ها        | محترم نتوی راپا‌پا (نماینده مجلس)            | نوامبر ۲۰۲۲ – تاکنون |
| وزیر اطلاعات، ارتباطات، علم، فناوری و نوآوری     | انقلاب برای رفاه       | محترمه نثاتی موروسی (نماینده مجلس)          | نوامبر ۲۰۲۲ – تاکنون |
| وزیر دارایی و برنامه‌ریزی توسعه                   | انقلاب برای رفاه       | محترمه رتشلیسیتسوء ماتلانانه (نماینده مجلس) | نوامبر ۲۰۲۲ – تاکنون |
| وزیر تجارت، صنعت و کسب‌وکارهای کوچک               | انقلاب برای رفاه       | محترم موخته‌تی شلیله (نماینده مجلس)          | نوامبر ۲۰۲۳ – تاکنون |
| وزیر دولت‌های محلی، ریاست سنتی، امور داخلی و پلیس | انقلاب برای رفاه       | محترم لبونا لپه‌ما (نماینده مجلس)            | نوامبر ۲۰۲۲ – تاکنون |
| وزیر امور خارجه و روابط بین‌الملل                 | انقلاب برای رفاه       | محترم لژونه امپوتجوانه (نماینده مجلس)       | نوامبر ۲۰۲۲ – تاکنون |
| وزیر کشاورزی، امنیت غذایی و تغذیه                | انقلاب برای رفاه       | محترم تابو موفوسی (نماینده مجلس)            | نوامبر ۲۰۲۲ – تاکنون |
| وزیر منابع طبیعی                                 | انقلاب برای رفاه       | محترم محلومی مولکو (نماینده مجلس)           | نوامبر ۲۰۲۲ – تاکنون |
| وزیر امور جنسیتی، جوانان و توسعه اجتماعی         | انقلاب برای رفاه       | محترم پیتسو لسائونا (نماینده مجلس)          | نوامبر ۲۰۲۳ – تاکنون |
| وزیر امور عمومی و حمل‌ونقل                        | انقلاب برای رفاه       | محترم نئو ماتجاتو موتیان (نماینده مجلس)     | نوامبر ۲۰۲۲ – تاکنون |
| وزیر کار و اشتغال                                | کنگره دموکراتیک لسوتو  | محترم تسلیسو موخوسی (سناتور)                | نوامبر ۲۰۲۳ – تاکنون |
| وزیر در دفتر نخست‌وزیر                            | انقلاب برای رفاه       | محترم لیمفو تائو (سناتور)                   | نوامبر ۲۰۲۲ – تاکنون |
| وزیر انرژی                                       | حزب عمل باسوتو         | محترم نقوصا مهائو (نماینده مجلس)            | نوامبر ۲۰۲۳ – تاکنون |
| وزیر گردشگری، ورزش، هنر و فرهنگ                  | حزب عمل باسوتو         | محترم موتلاتسی ماکله‌پو (نماینده مجلس)       | نوامبر ۲۰۲۳ – تاکنون |
| وزیر خدمات عمومی                                 | حزب عمل باسوتو         | محترم مفوتی مفوتی (نماینده مجلس)            | نوامبر ۲۰۲۳ – تاکنون |
| وزیر محیط زیست و جنگل‌داری                        | انقلاب برای رفاه       | محترم لتسما آدنتسی (نماینده مجلس)           | نوامبر ۲۰۲۳ – تاکنون |
| وزیر دادگستری و حقوق                             | انقلاب برای رفاه       | محترم ریچارد رامولتسی (سناتور)              | نوامبر ۲۰۲۳ – تاکنون |